# CFNR-FM
CFNR-FM ist ein Radiosender aus Terrace, British Columbia. Neben seiner Hauptsendefrequenz 92,1 MHz FM betreibt die Station verschiedene Funk Umsetzer im gesamten nördlichen Gebiet von British Columbia auf mehreren terrestrischen Frequenzen beispielsweise auf 96,1, 97,1 und 98,1 MHz. Das Rufzeichen CFNR steht für Canada’s First Nation Network, FM für Frequenzmodulation auf UKW, und der Sender wird von der Northern Native Broadcasting Gesellschaft betrieben. Staatlich anerkannte Indianerstämme und Reservate werden in Kanada First Nations genannt. Das Motto der Station lautet 'Your Nation your Station' und richtet sich an die indigene Bevölkerung von British Columbia. Das Programm besteht primär aus klassischer Rockmusik und Sportübertragungen. Die Sendelizenz wurde zum ersten Mal am 20. Juli 1992 von den kanadischen Behörden an die Northern Native Broadcasting Gesellschaft erteilt.